# تاریخ نقلی
تاریخ نقلی یعنی علم به وقایع و حوادث و اوضاع و احوال انسانها در گذشته در مقابل اوضاع و احوالی که در زمان حال وجود دارد. پس تاریخ در این مرحله یعنی علم به وقایع و حوادث سپری شده و اوضاع و احوال گذشتگان. علم تاریخ در این معنی شامل زندگی نامه‌ها، فتح نامه‌ها، سیره‌ها می‌شود.
ویژگی‌های تاریخ نقلی عبارت است از:
1. علم به نقلیات است نه عقلی و تحلیل آن‌ها.
2. جزئی نگر است و فردی، نه کلی نگر و عمومی. بنابراین در صدد کشف یک سلسله قوانین و سنن نیست.
3. فقط به گذشته تعلق دارد، نه به حال و آینده.
4. علم به بودن هاست نه شدن‌ها.